# 克里斯多福·阿伯特
克里斯多福·雅各·阿伯特（英語：Christopher Jacob Abbott，1986年2月10日—）是一名美國男演員。他最著名的作品是在HBO喜劇女孩我最大中飾演Charlie Dattolo角色。